# NGC 2076
NGC 2076 is een spiraalvormig sterrenstelsel in het sterrenbeeld Haas. Het hemelobject werd op 4 februari 1785 ontdekt door de Duits-Britse astronoom William Herschel.

## Synoniemen
- MCG -3-15-12
- IRAS 05445-1648
- PGC 17804